# Maconellicoccus australiensis
Maconellicoccus australiensis är en insektsart som först beskrevs av Green och Lidgett in Green 1900.  Maconellicoccus australiensis ingår i släktet Maconellicoccus och familjen ullsköldlöss. Inga underarter finns listade i Catalogue of Life.